# Тиль, Хенри
Хенри Тиль, также Теель (фин. Henry Theel; 14 ноября 1917, Гельсингфорс, Финляндия — 19 декабря 1989, Хельсинки, Финляндия) — финский певец и актёр.

## Биография
Будущий певец родился в столице Финляндии Хельсинки в семье фламандского происхождения. Свою первую пластинку, танго «Syyspihlajan alla» (Под осенней рябиной), он записал во время Войны-продолжения, в 1942 году; в этом же году был записан вальс «Keinumorsian», позднее получивший известность в исполнении Эркки Юнккаринена, а ещё через год — танго «Plegaria», вальс «Hyvää yötä» из кинофильма «Мост Ватерлоо» (позже его исполнял также Георг Отс), и румба «Tropiikin yössä» из фильма «Уик-энд в Гаване»; на всех трёх песнях певцу аккомпанировал оркестр под управлением Жоржа де Годзинского.
После войны Хенри Тиль начинает сотрудничество с композитором, пианистом и аранжировщиком Тойво Кярки. Наиболее известные его записи второй половины 1940-х годов — «Liljankukka», «Hiljaa soivat balalaikat», «Tule hiljaa», «Orvokkeja äidille», «Harmaat silmät», «Rantamökissä», «Anna-Liisa» и другие. В это время певец приобретает большую популярность, его даже прозвали «финским Тино Росси». Чуть позднее, в первой половине 1950-х годов, работал под сценическим псевдонимом Хейкки Хови. В 1949 году он также дебютировал в кино, снявшись в фильме «Лейтенант серенады» (фин. Serenaadiluutnantti). Одновременно принимает участие в работе ревю-театра «Красная Мельница» (фин. Punainen Mylly). Участие в одной из постановок театра, пьесе «Маленькая Пиркко», подорвало его голосовые связки, в результате чего он был вынужден перестать петь почти на десять лет. Вернуться на музыкальную сцену Тилю удалось только в 1963 году — тогда он исполнил романс Эверта Тоба «Rakkaani» (в оригинале — «Min älsking») и песню Рейно Хелисмаа и Тойво Кярки «Metsätorpan Marjatta» (Марьятта из лесной торпы). С начала 1970-х годов и до самой смерти Хенри Тиль был солистом в оркестре Паули Гранфельта.

## Дискография
- Henry Theel tänään (1970)
- Kulkurin kaiho (1972)
- Tatjaana tanssii (1975)
- Kultainen nuoruus (1976)
- Stadin kundi (1976)
- Henry Theel (1977)
- Oloneuvos (1978)
- Onnemme aika (1980)
- Tiritomba (1982)
- Liljankukka (1983)
- Henry Theel 1917−1989 (2-LP, 1991)
- Henry Theel − Unohtumattomat 1 (1993)
- Henry Theel − Unohtumattomat 2 (1994)
- 20 suosikkia − Liljankukka (1999)
- Jokaiselle jotakin (2007)
- Kotimaan sävel (2008)

## Фильмография
- Лейтенант серенады / Serenaadiluutnantti (1949)
- Бедный певец / Köyhä laulaja (1950)
- Просто поющие ребята / Vain laulajapoikia (1951)
- Мистер Кульман с Дикого Запада / Lännen lokarin veli (1952)
- Ууно из Кокемяки едет в город / Kokemäen Uunon kaupunkimatka (1961)